# Проспект Рудаки
Проспе́кт Рудаки́ (тадж. Хиёбони Рӯдакӣ) — главная улица города Душанбе — столицы Таджикистана.

## География
Проспект проходит с юга на север по территории районов Шохмансур и Исмоили Сомони, пересекая практически весь город. Начинается от площади имени Куйбышева у улицы Моёншо Назаршоева и железнодорожного вокзала, пересекает улицы Садриддина Айни, Бухоро, Шотемура, проспект Исмаила Самани и несколько других важных магистралей и заканчивается у северной границы города, сливаясь с проспектом Хафиза Шерози на берегу реки Варзоб. Длина проспекта составляет около 12 километров.

## История
До 1992 года основная часть проспекта носила имя В. И. Ленина, затем в рамках кампании по возрождению национальной идентичности проспект был переименован и назван в честь таджикского поэта и учёного Абу Абдуллах Джафара Рудаки. К нему также были присоединены бывшие улицы Кирова и Лахути.

## Застройка
- дом 7 — гостиница «Душанбе»
- дом 17 — главный корпус Таджикского национального университета
- дом 28 — Театр оперы и балета имени Садриддина Айни
- дом 33 — Академия наук Таджикистана
- дом 34 — Министерство культуры Республики Таджикистан
- дом 42 — здание Высшего собрания (парламента) Таджикистана
- дом 82 — мэрия Душанбе
- дом 84 — чайхана «Рохат»
- дом 86 — Таджикский академический театр драмы имени А. Лахути
- дом 89 — дом-музей Сухроба Курбанова
- дом 107А — Национальный банк Таджикистана
- дом 119 — Таджикский педагогический университет им. С. Айни
- дом 139 — Таджикский государственный медицинский университет имени А. Сино
- дом 146 — Таджикский аграрный университет имени Шириншо Шотемура
- дом 201 – Таджикцемент